# Īmer-e Moḩammad Qolī Ākhūnd
Īmer-e Moḩammad Qolī Ākhūnd (persiska: يمِرِ مُحَمَّد قُلی آخوند) är en ort i Iran.   Den ligger i provinsen Golestan, i den norra delen av landet, 400 km nordost om huvudstaden Teheran. Īmer-e Moḩammad Qolī Ākhūnd ligger 48 meter över havet och antalet invånare är 948.
Terrängen runt Īmer-e Moḩammad Qolī Ākhūnd är platt, och sluttar västerut.Runt Īmer-e Moḩammad Qolī Ākhūnd är det ganska glesbefolkat, med 48 invånare per kvadratkilometer. Närmaste större samhälle är Gonbad-e Kāvūs, 8,1 km sydväst om Īmer-e Moḩammad Qolī Ākhūnd. Trakten runt Īmer-e Moḩammad Qolī Ākhūnd består till största delen av jordbruksmark.